# بيتر مالي
بيتر مالي (بالتشيكية: Petr Malý)‏ هو لاعب كرة قدم تشيكي في مركز الوسط، ولد في 1 يونيو 1984 في تشيكوسلوفاكيا. لعب مع سبارتا براغ.

## وصلات خارجية
- بيتر مالي على موقع الاتحاد التشيكي (الإنجليزية)
- بيتر مالي على موقع قاعدة بيانات كرة القدم.إي يو (الإنجليزية)
- بيتر مالي على موقع Soccerway.com (الإنجليزية)